# Ozoir-le-Breuil

Ozoir-le-Breuil este o comună în departamentul Eure-et-Loir, Franța. În 1 ianuarie 2018 avea o populație de 435 de locuitori.